# HSL Logistik
Die HSL Logistik GmbH (HSL) ist ein deutsches Eisenbahnverkehrsunternehmen mit Hauptsitz in Hamburg. Es ist über TX Logistik ein Tochterunternehmen der italienischen Staatsbahn Ferrovie dello Stato Italiane. HSL Logistik verfügt über eine Betriebslizenz zur Aufnahme von Güter- und Personenverkehrsleistungen in Deutschland und in fast allen benachbarten Ländern. Das Unternehmen konzentriert sich auf den nationalen und grenzüberschreitenden Schienengüterverkehr sowie auf Bauzugverkehrsleistungen und Rangierdienste im Großraum Bremen und im Rostocker Seehafen.

## Geschäftstätigkeit

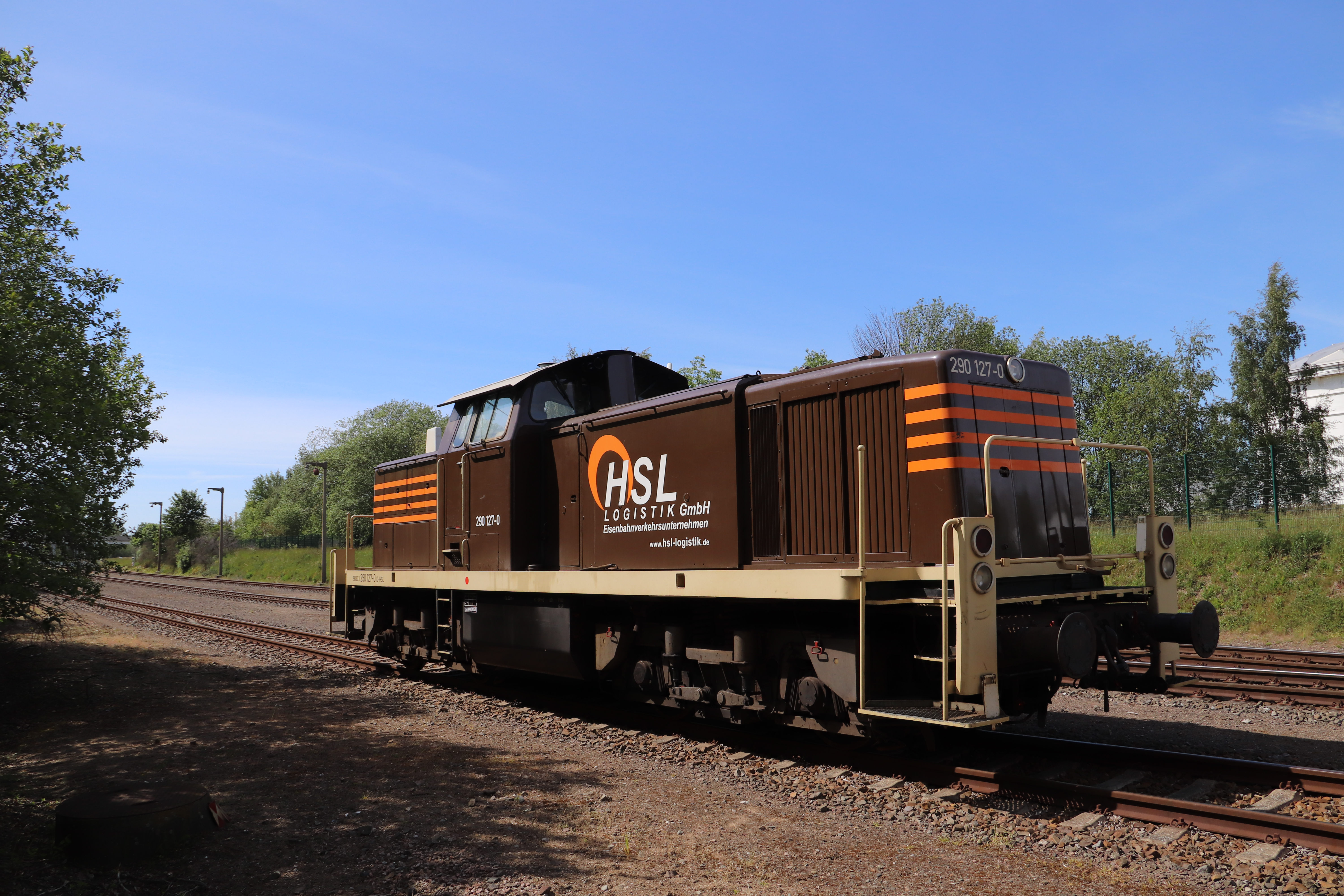
V 90 (290 127) in Rostock

Zu den Kernaufgaben der HSL zählen unter anderem:
- Güterzugleistungen in Deutschland und Europa,
- Transportabwicklung und -betreuung,
- regionale Shuttlezugleistungen,
- Terminalbedienungen z. B. in Bremen und Rostock,
- Ausbildung von Büro- und Speditionskaufleuten (Weiterbildung von Lokführern, Wagenmeistern und Rangierern in der 2015 gegründeten HSL Akademie GmbH)
- Lokführergestellung und wagentechnischen Untersuchungen, Kleinstreparaturen von Güterwaggons
- Dienstleistungen innerhalb der Supply Chain.

Im Jahr 2021 wurden 133 Kunden betreut, unter anderem aus den Branchen Agrar, Automobil, Mineralöl und Stahl. Wichtige Kunden sind Saarstahl, der Standort Bremen von TotalEnergies und der Standort Rostock von LKW Walter. Das Unternehmen entwickelt darüber hinaus selbst technische Hilfsmittel für sein Geschäftsfeld, etwa App für das Bedienungspersonal von Zügen. Neben dem Hauptsitz in Hamburg unterhält das Unternehmen Niederlassungen  in Bremen und Rostock, an denen vor allem die dort tätigen Rangiermannschaften angesiedelt sind. Zwei weitere Niederlassungen in Ettlingen und Pirna erledigen vor allem die Disposition von Dienstleistungen auf der Eisenbahn-Rheinschiene und im grenzüberschreitenden Verkehr im Elbtal mit Osteuropa.
Im Jahr 2022 wickelte HSL 1,3 Prozent des deutschen Schienengüterverkehrs ab, gerechnet nach Tonnenkilometern.

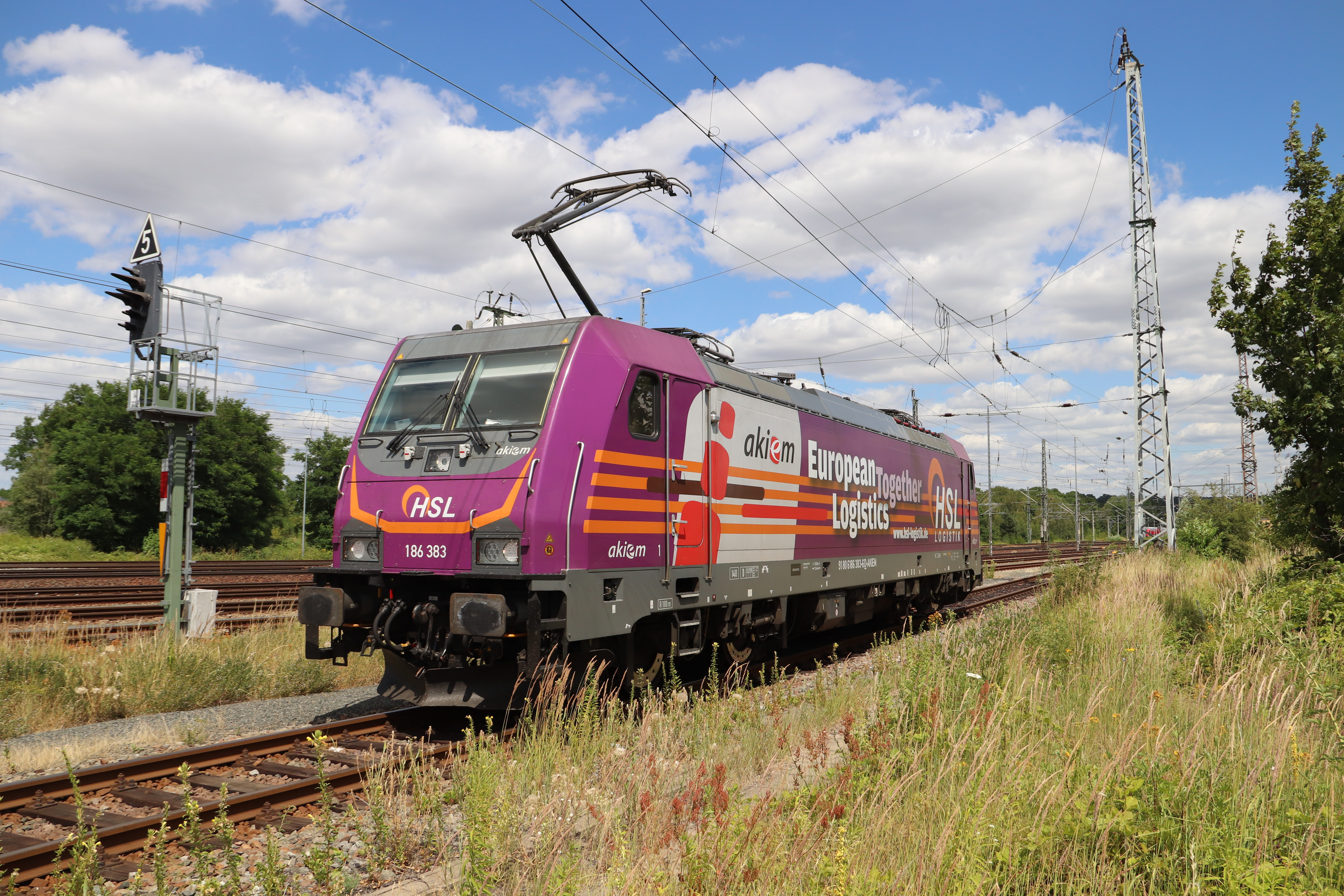
Triebfahrzeug 186 383 im Güterbahnhof Pirna

Der Fuhrpark besteht überwiegend aus Fahrzeugen der Baureihen 185, 186, 187.

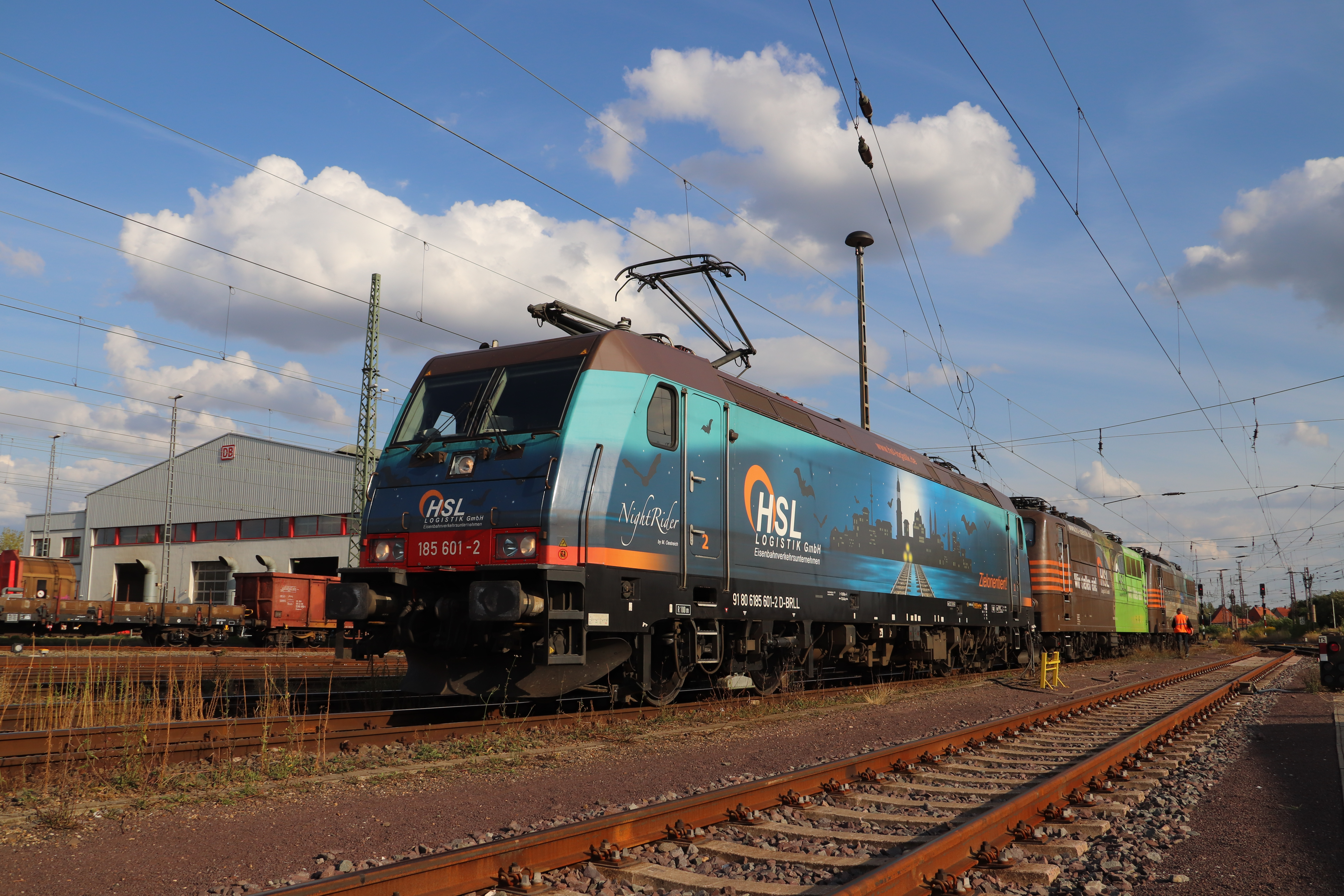
Triebfahrzeug 185 601 in Magdeburg-Rothensee

Im grenzüberschreitenden Schienengüterverkehr kooperiert HSL mit einst selbst gegründeten heutigen Schwesterunternehmen, die größtenteils ebenfalls mit dem Kürzel HSL benannt sind.

## Geschichte
HSL Logistik wurde 2003 zunächst als reiner Personaldienstleister gegründet, erhielt aber im Folgejahr eine deutsche Lizenz als Eisenbahnverkehrsunternehmen. 2008 wurde ein Unternehmenssitz in der Spaldingstraße in Hamburg-Hammerbrook bezogen. 2011 wurde Geschäftsführer Haiko Böttcher durch den Erwerb von Anteilen anderer Gesellschafter alleiniger Eigentümer des Unternehmens.
Im Jahr 2010 übernahm HSL Logistik das ebenfalls in Hamburg ansässige Unternehmen Rent a Train.
2012 wurde mit HSL Tschechien das erste Tochterunternehmen gegründet.
Im Dezember 2013 gingen die zuvor sämtlich durch Haiko Böttcher gehaltenen Geschäftsanteile von HSL Logistik an die Exploris Deutschland Holding über. HSL wurde damit Teil des Konzerns Exploris. Bei Exploris handelte es sich um eine Kapitalgesellschaft, an der Böttcher selbst beteiligt war.
2015 wurde die HSL Akademie als Aus- und Weiterbildungseinrichtung gegründet und 2016 die Niederlassung Süddeutschland sowie HSL Belgien. 2018 erfolgte die Gründung von HSL Netherlands und 2019 von HSL Slowakei. 2020 wurden Eisenbahnlizenzen in Österreich, der Slowakei und Tschechien erworben sowie die Mehrheitsbeteiligung an der Norddeutschen Eisenbahnfachschule. 2021 erfolgte die Gründung von HSL Schweiz.
Mitte 2023 erfolgte die Übernahme von Exploris durch die italienische Staatsbahn Ferrovie dello Stato Italiane über deren Tochtergesellschaft TX Logistik. Dies umfasste neben HSL auch die weiteren in Deutschland aktiven Exploris-Töchter Via Cargo und Delta Rail. Ende 2023 wurde die Übernahme abgeschlossen. TX Logistik wurde damit in Deutschland der zweitgrößte Anbieter von Schienengüterverkehr nach der Deutschen Bahn.